# Prochoreutis diakonoffi
Prochoreutis diakonoffi là một loài bướm đêm thuộc họ Choreutidae. Nó được tìm thấy ở Trung Quốc (Thiểm Tây) và Nhật Bản (Honsyu).